# Causalité (histoire)
Pour les articles homonymes, voir Causalité (homonymie).
En histoire, la causalité cherche à déterminer les causes des événements historiques. Dans leurs tentatives de comprendre l'histoire, nombre de chercheurs examinent les causes en remontant à partir d'une conséquence constatée. Par cette méthode, l’historien veut dépasser la simple description d’un événement pour atteindre sa compréhension historique. En effet, pour maîtriser pleinement un fait du passé, il est important d’établir de quelle cause il est issu. 
De nombreux spécialistes de la recherche soulignent l’importance de cette compréhension par les causes dans la discipline. Ainsi, Marc Bloch affirme que l’historien a besoin de « l’emploi de la relation causale comme outil de la connaissance historique. Edward H. Carr nous dit que dans la profession, les chercheurs « se posent constamment la question du pourquoi »  Mais ce n’est bien sûr pas l’unique travail auquel l’historien peut se consacrer.
La causalité historique est une problématique importante qui a principalement préoccupé les philosophes de l’histoire ainsi que les épistémologistes. En effet, la question n’a été que peu « thématisée en tant que telle par les historiens professionnels alors qu’elle a longtemps été un passage obligé des analystes de la connaissance historique et de ses méthodes ». Cet écart entre les « praticiens » et les « analystes » s’occupant de réflexions épistémologiques est conventionnel en histoire et l’impact des théories épistémologiques sur la recherche est souvent minime.
La recherche des causes en histoire est ancienne. Déjà Polybe, au  IIe siècle av. J.-C. a.c.n., s’est intéressé aux fondements des Guerres Puniques. Il profita de cette étude pour mettre en place une théorie des causes. Selon lui, « l’objet propre de l’histoire est premièrement de connaître les discours véritables, dans leur teneur réelle, secondement de se demander pour quelle cause a échoué ou réussi ce qui a été dit ou ce qui a été fait, puisque la narration brute des événements est quelque chose de séduisant, mais d’inutile, et que le commerce de l’histoire ne devient fructueux que si l’on y joint l’étude des causes ». La principale cause réside dans les dessins, les intentions des acteurs (leurs disposition morales). À côté de cela, Polybe distingue deux autres types de causes : les causes structurelles (les prétextes) et les causes « commencements », c’est-à-dire les actes qui marque le début d’un événement. En se basant sur ce modèle, les historiens distinguent généralement différents types de causalité : conjoncturelle et structurelle ; particulière et générale. Cependant, la véritable causalité historique ne se met en place qu’à partir de la seconde moitié du XIXe siècle, à travers différents débats qui ont bâti le concept.

## L'évolution du concept de causalité
Entre la fin du XIXe et le milieu du XXe siècle, le concept de causalité en histoire a soulevé de nombreux débats. La question de la cause et de la conséquence a toujours été au cœur de la plupart des controverses historiques, à la fois dans l’angle du débat de l’histoire comme science ainsi que dans ce que l’on nomme la controverse « expliquer/comprendre ».

### XIXesiècle
Vers la fin du XIXe siècle l’histoire commence à s’établir comme une science. Dans ce contexte, en Allemagne, se développe un débat épistémologique sur l’opposition entre « science de la nature » et « science de l’esprit » (de la culture/historique). 
L’historien allemand Wilhelm Dilthey est le premier à faire cette distinction entre les Naturwissenschaften (sciences de la nature) et les Geisteswissenschaften (sciences de l’esprit ; que nous appelons aussi science de l’homme):
- Naturwissenschaften : les sciences de la nature expliquent les réalités matérielles en mettant en évidence des chaînes causales régies par des lois.

- Geisteswissenschaften : les sciences de l’esprit ne peuvent prétendre expliquer mais elles cherchent à comprendre les hommes et leurs actions[9].

Les historiens, impressionnés par la force des lois des sciences de la nature, ont affirmé leur discipline comme science en la fondant sur l’examen des causes. Les spécialistes de la discipline ne se contentent alors plus de narrer, d’expliquer, mais essayent de comprendre les faits.  A la fin du XIXe siècle, l’historien allemand Ernst Bernheim publie Lehrbush der historischen Methode. Dans son ouvrage, il conçoit l’histoire comme une science et s’éloigne de l’explication narrative des faits historiques : il faut dépasser le récit historique pour atteindre l’explication historique.

### Début duXXesiècle: méthodiques >< sociologues
Au début du XXe siècle en France, un débat est mené entre les historiens méthodiques (avec comme figure principale Charles Seignobos) et les sociologues (notamment Émile Durkheim et François Simiand), partisans d’un « alignement » de la causalité historique sur la causalité scientifique.

#### Méthodistes
Charles Seignobos nous dit que, en histoire, contrairement aux autres sciences, on ne peut pas atteindre les causes par une méthode. Il refuse toute cause externe comme explication de faits historiques (ex : l’influence du milieu social sur l’individu). Seignobos défend une interprétation cérébrale et rationnelle de ceux-ci : il faut chercher à représenter les états psychologiques des hommes (qui nous ont laissé des traces de leur activité). Plus les motifs conscients de ces derniers sont décelables, plus ils sont explicables. L’école méthodiste limite son attention à la cause immédiate ; généralement la volonté de l’acteur de l’évènement.
Les historiens méthodistes défendent l’histoire comme étude du particulier, du singulier en opposition aux sciences de la nature qui cherchent avant tout à établir des lois. Pour les méthodistes, il n’est pas possible de poser des « lois » et d’atteindre le « général » en histoire. Il est tout au plus possible de démêler les « causes intérieurs » (les intentions et les motifs), les causes matérielles et les causes mixtes. 

#### Sociologues
Au contraire des méthodistes, Émile Durkheim s’attache à rechercher des lois et des causes extérieures et s’occupe en priorité des « fonctions sociales permanentes ». Durkheim appelle les historiens « à considérer les faits sociaux comme des choses » : les réalités/phénomènes humains sont des objets à connaitre posés face à un sujet connaissant ; ce qui permettait l’explication par les causes. Dans sa méthode, Durkheim cesse de considérer l’acte individuel dans ses causes psychologiques possibles ou probables à la fois variées et pauvres. En sociologie, cette perspective ouvre la possibilité de formuler des lois à la manière des sciences physiques.
Le sociologue et historien François Simiand, quant à lui, vise principalement à démontrer que, dans la discipline historique, les chercheurs ont recours à un type d’explication parallèle à celui des sciences de la nature. En 1903, dans son article « Méthode historique et sciences sociales » paru dans la Revue de synthèse historique il s’oppose aux arguments mis en place par les méthodistes pour défendre leur vision de l’explication en histoire tel que la nature « individuelle » et psychologique des phénomènes étudiés. Selon lui, les méthodistes restent limités dans leur démarche en ne se concentrant que sur la description de faits contingents au lieu de comprendre les véritables causes. Pour Simiand, la cause en histoire n’est pas intrinsèquement différente de celle des sciences naturelles. Il définit une cause comme l’antécédent du phénomène, relié à ce dernier par la relation la plus générale. Cet antécédent doit être le moins substituable du phénomène étudié.

### 1950: le débat anglo-saxon
Dans les années 1940-1950 le débat sur la causalité va porter sur le modèle d’explication par les lois. D’un côté, on trouve les défenseurs de ce modèle nomologique, tel que Carl G. Hempel ou Karl Popper et de l’autre leurs opposants, défenseurs du dualisme méthodologique tel que William Dray.
L’objectif d’Hempel était de montrer qu’il existe en histoire des lois générales qui ont des fonctions tout à fait analogues de celles que l’on assigne aux lois des sciences de la nature. Pour lui, on peut tirer une loi générale d’un événement singulier.  A la manière de Simiand, les événements du passé sont ramenés à une forme de régularité qui, si elle est vérifiée, équivaut à une loi. 
C’est le philosophe William Dray qui va mener la critique de ce modèle nomologique. Dray est partisan de l’explication par des raisons et propose une nouvelle défense du dualisme méthodologique entre les sciences de la nature et les sciences humaines. Il vise ici à démontrer que, en histoire, on peut expliquer sans avoir recours à des lois générales. L’explication par des raisons correspond à reconstituer la logique d’action, les objectifs et le cheminement de l’agent et d’expliquer de quelle manière l’action a été appropriée.

### Tentative de dépassement
L’opposition expliquer/comprendre va faire l’objet de tentative de dépassement, notamment par la mise en avant d'arguments narrativistes ainsi que probabilistes. 
La position narrativiste est essentiellement développée chez les Anglo-Saxons : elle prétend que l’histoire ne peut pas être distinguée de la fiction par le caractère réel des événements qu’elle décrit. Qu’il soit réel ou fictionnel, un événement n’a donc pas de sens en dehors de la narration dans lequel il prend place. Seule la mise en intrigue permet de distinguer l’histoire de la chronique. Paul Ricoeur, lui, introduit en France ces thèses anglo-saxonnes. Il y voit deux acquis majeurs : d’abord, les narrativistes montrent que raconter c’est déjà expliquer. Ensuite ils ont opposé la richesse des ressources explicatives internes au récit à la diversification des modèles explicatifs. 
Dans l’argumentation probabiliste, Paul Ricoeur souligne l’importance que prennent les uchronies (Principe de la réécriture de l’Histoire à partir de la modification d’un événement du passé) en ce qui concerne la causalité historique. Ce changement de vérité historique a pour fonction d’expérimenter les possibles en fonction des probabilités et ce afin de contre-vérifier l’importance réelle donnée à un événement dans l’histoire. Ricoeur affirme que : « C’est cette construction imaginaire probabiliste qui offre une double affinité, d’une part avec la mise en intrigue, qui est elle aussi une construction de l’imaginaire probable, d’autre part avec l’explication selon des lois ».

## L'imputation causale singulière
L’imputation causale singulière est la procédure explicative qui fait la transition entre la causalité narrative et la causalité explicative. Néanmoins, la question de l’imputation causale pose problème aux historiens. Un des historiens à s’être attardé sur ce point est Paul Veyne dans Comment on écrit l’histoire : essai d’épistémologie. Pour appréhender la question de l’imputation causale, il part d’un constant très simple : l’historien n’a accès qu’à une part infime des informations nécessaires pour comprendre le passé, « pour tout le reste, il lui faut boucher les trous ». À cette opération de remplissage, il donne le nom de « rétrodiction ».
Pour mieux comprendre cela, Paul Veyne donne une hypothèse historique très simple : « Louis XIV devient impopulaire parce que les impôts étaient trop lourds ». Cette assertion peut résulter de deux raisonnements différents : soit l’historien sait par les sources que la fiscalité est la cause de l’impopularité du souverain, soit il dispose de deux informations distinctes, c’est-à-dire la lourdeur des impôts et l’impopularité progressive du souverain. Ainsi, le chercheur effectue une rétrodiction puisqu’il remonte de l’impopularité avérée de Louis XIV pour en donner une cause présumée, la pression fiscale.

### La rétrodiction
L’exemple cité, ici, précédemment, nous permet d’introduire le concept de rétrodiction. En effet, la rétrodiction consiste à remonter des effets aux causes mais sans la possibilité de faire la démonstration expérimentale que tel phénomène entraîne nécessairement tel autre phénomène puisque l’événement est irrémédiablement révolu. Le fondement même de la rétrodiction n’est toutefois pas la prétendue constance avec laquelle l’effet suit la cause, ni le fondement de l’induction, la régularité des phénomènes naturels. En effet, la rétrodiction est empirique, c’est-à-dire qu’il existe des coutumes, des conventions et des rites en histoire. Comme les hommes ont des mœurs et s’y conforment, du moins plus ou moins, le nombre de causes possibles auxquelles nous pouvons remonter est limité.
Par ailleurs, comme l’histoire humaine, à différentes époques, se répète sur certains points, la connaissance de ces répétitions permet de se rétrodire. Néanmoins, il est nécessaire de distinguer si l’on se trouve sur un secteur où une répétition a lieu ou si ce n’est pas le cas.
L’histoire d’une époque donnée se reconstitue par mise en série, par allées et venues, entre les documents et la rétrodiction. Toutefois, la majorité des faits historiques sont généralement des conclusions qui comprennent une grande part de rétrodiction, en plus grande proportion qu’en documentation. En effet, un événement n’est jamais totalement expliqué dans un document. Cela explique pourquoi les historiens ont recours à la rétrodiction.

### L'approche contrefactuelle
L’histoire est contrefactuelle dans le sens où « il n’y a pas d’autre moyen, pour identifier les causalités, que de se transporter en imagination dans le passé et de se demander si, par hypothèse, le déroulement des événements aurait été le même au cas où tel ou tel facteur considéré isolément aurait été différent ». En effet, pour expliquer un événement bien précis, il est impossible pour le chercheur de prendre en compte l’ensemble des causes ; l’historien va alors sélectionner un ou plusieurs éléments déterminants parmi une infinité. C’est donc ainsi que va intervenir l’approche contrefactuelle à laquelle Weber donne le nom de Gedankenprozess. Il s’agit donc, pour le chercheur, de créer des « tableaux imaginaires » en soustrayant un ou plusieurs éléments pour construire un nouveau cours des choses. C’est l’analyse de ces possibilités qui permet au chercheur d’identifier les différentes causes, de les démêler et de les hiérarchiser.
Cette approche contrefactuelle de la recherche des causes pose néanmoins deux grands problèmes. Tout d’abord, cela impute de se demander « comment concrètement attribuer un degré de probabilité idoine à chaque possibilité objective ? ». Le deuxième problème réside, quant à lui, dans le choix du ou des antécédents les plus pertinents, essentiellement dans le choix du moment précis qui marque le démarrage de l’enquête contrefactuelle, c’est-à-dire le turning point. Par exemple, lorsque l’on se pose la question du déclenchement de la Première Guerre mondiale, il est impossible de donner un seul et même moment. En effet, certains vont considérer que le point de départ est l’assassinat de l’archiduc François-Ferdinand d’Autriche à Sarajevo tandis que d’autres vont considérer que la guerre va démarrer avec l’envoi de l’ultimatum de l’Autriche à la Serbie.

## Les différents types de cause
Pour comprendre les historiens quand ils parlent de « causes », il faut bien avoir à l’esprit quelques distinctions nécessaires.    

### Causes profondes et causes superficielles
Une première tendance consiste à distinguer les causes profondes des causes superficielles. En effet, les causes profondes vont avoir beaucoup plus de poids sur l’événement que les causes superficielles. En mettant en évidence ces deux types, une première hiérarchisation des causes s’opère. 

### Causes finales, causes matérielles et causes accidentelles
Mais, une autre distinction est également importante à établir. Il s’agit de celle des causes finales, matérielles et accidentelles. Les premières, c’est-à-dire les causes finales, « relèvent de l’intention, de la conduite jugée en termes de rationalité » . Ensuite, les causes matérielles constituent ce que l’on considère comme étant les données objectives qui vont expliquer le fait. On peut également, pour parler de ces causes matérielles, utiliser le mot « conditions » car elles ne déterminent pas l’événement de manière inéluctable même s’il est possible que sans elles, il ne se serait pas produit. Enfin, les causes accidentelles, elles, sont totalement dépendantes du hasard, elles servent de déclencheur. Pour illustrer ces trois types de causes, Antoine Prost prend l’exemple du déclenchement d’une explosion dans une mine. D’après lui, « l’étincelle qui met le feu aux poudres est la cause accidentelle ; les causes matérielles sont autres : le fourneau creusé, la compacité de la roche autour du fourneau, la charge de poudre. La cause finale est les raisons pour lesquelles on a décidé de faire exploser la mine, par exemple, le projet d’élargissement d’une route ».

### Causes lointaines et causes immédiates
Une autre distinction entre deux types de causes est également effectuée lorsque l’on tente de distinguer la cause lointaine de la cause immédiate . La cause lointaine désigne « l’ensemble des conditions d’ordre général qui, durant un certain temps, rend un événement possible, probable et même parfois inévitable ». À côté de cela, une cause immédiate est un événement qui, comme il a lieu à un moment précis, détermine un effet décisif. Si on prend, comme le fait Harsin, l’exemple de la Première Guerre mondiale, on peut considérer la cause lointaine comme étant la vingtaine d’années qui a précédé son déclenchement effectif avec les oppositions entre Triple Alliance et Triple Entente, éducation nationaliste et éducation militaire, impérialisme économique et expansion coloniale. Par ailleurs, la cause immédiate, quant à elle, peut être considérée comme l’envoi de l’ultimatum à la Serbie. Si l’on souhaite hiérarchiser ces deux causes, il semble être assez malaisé de se prononcer. En effet, la cause lointaine complète la cause immédiate et vic-versa. La première, c’est-à-dire la cause lointaine, donne des conditions générales qui vont au-delà de l’événement. À côté, la seconde s’en tient à un seul fait qui serait vu comme le déclencheur de l’événement. Dans son ouvrage, Harsin signale que « vouloir tout ramener aux causes lointaines c’est se représenter les événements historiques avec une inéluctable nécessité qui n’apparaît guère dans bien des circonstances de la vie, de la société présente. Mais s’en tenir aux seuls actes de volition individuelle ou même collective, c’est négliger tout le passé qui s’impose souvent à eux ».    